# Gare de Montescourt
Gare de Montescourt vasútállomás Franciaországban, Montescourt-Lizerolles településen.

## Vasútvonalak
Az állomást az alábbi vasútvonalak érintik:
- Creil–Jeumont-vasútvonal

## Kapcsolódó állomások
A vasútállomáshoz az alábbi állomások vannak a legközelebb:
- Gare de Mennessis
- Gare de Saint-Quentin